# Alex Brinchmann
Alexander "Alex" Brinchmann, född 15 juni 1888 i Kristiania, död 18 april 1978 i Oslo, var en norsk författare och läkare. Han är far till regissören Arild Brinchmann och skådespelaren Helen Brinchmann.
Brinchmann var barnläkare i Oslo i närmare 60 år, men är mer känd som författare av romaner, pjäser och hörspel. Han fick framgång med sina kriminalromaner under pseudonymen Roy Roberts, men har även publicerat flera verk i eget namn, däribland skådespelen På frukterne skal de kjennes (1936), Karusell (1940), Løgnen og lykken (1948), Den som elsker sin far – (1953) och På fastende hjerte (1955) samt hörspelet De som meget har elsket – (1951).